# Petronela
Petronela je ženské křestní jméno latinského původu. Svátek v České republice i na Slovensku má 31. května; v ČR i 17. srpna. 
Na den 31. května připadá v katolické církvi svátek svaté Petronily.

## Známí nositelé jména
- Petronila Akvitánská, hraběnka z Vermandois
- Petronila Aragonská, aragonská královna
- Petronela Višňovcová, slovenská a československá komunistická politička

1. ↑  KNAPPOVÁ, Miloslava. Jak se bude jmenovat?. [s.l.]: [s.n.], 1978. S. 267.